# Wang Čen (eunuch)
Wang Čen (čínsky pchin-jinem Wáng Zhèn, znaky 王振; ? – † 1. září 1449 u Tchu-mu, Che-pej) byl čínský eunuch zaujímající ve 40. letech 15. století významné postavení na dvoře Jing-cunga, císaře mingské Číny.
Zpočátku učitel a společník dětského císaře Jing-cunga, od počátku 40. let 15. století, po smrti císařovy babičky císařovny vdovy Čang a velkých sekretářů Jang Žunga a Jang Š’-čchiho, dominoval dvoru a vládě. Stal se prvním z mocných eunuchů mingské doby.
Při vpádu Mongolů do okolí Pekingu roku 1449 přesvědčil císaře Jing-cunga aby se osobně postavil do čela obranné expedice. Společně s císařem vytáhl v čele armády, ale v bitvě u Tchu-mu císař padl zajetí a Wang Čen v bitvě zahynul.

## Život
Wang Čen pocházel ze severočínské provincie Šan-si. Podle pozdního mingského zdroje byl jedním ze skupiny mladých konfuciánských učitelů, kteří se za vlády císaře Jung-leho nechali vykastrovat a stali se tak eunuchy, aby mohli vyučovat dámy císařského paláce. Začátkem 30. let 15. století se stal prvním učitelem Ču Čchi-čena, staršího syna a následníka císaře Süan-teho.
Jako učitel následníka trůnu měl důvěru císaře a byl pověřován i jinými odpovědnými úkoly, např. když v říjnu 1434 císař odjel na inspekci severních hranic, svěřil odpovědnost za ochranu hlavního města do rukou pěti eunuchů, mezi které patřil i Wang Čen.
Po úmrtí Süan-teho roku 1435 se Ču Čchi-čen stal císařem (znám je pod svým posmrtným jménem Jing-cung). Jing-cung byl pouze osmiletý, vlády se proto chopila rada tří velkých sekretářů (Jang Š’-čchi, Jang Žung a Jang Pchu, zvaní „tři Jangové“) a tří eunuchů ze Správy obřadů (Wang Ťin, Fan Chung a Ťin Jing). V čele rady stála velká císařovna vdova Čang v pozici arbitra. Brzy vyšlo najevo, že císař Wang Čenovi bezmezně důvěřuje, takže Wangův vliv rostl a sekretáři museli počítat s jeho míněním. Jako třicátník byl mladší než ostatní členové císařské rady. Císařovna vdova Čang nerada viděla vliv Wang Čena na císaře a roku 1437 Wangovi přikázala spáchat sebevraždu, Jing-cung s podporou některých úředníků však splnění příkazu zabránil.
Moc Wang Čena byla založena v prvé řadě na jeho osobním vlivu na císaře, který svého učitele nade vše ctil. Wang Čen nebyl bez talentu, byl přímý, pozorný, charizmatický, časem se pod vlivem moci stal namyšleným. V paláci a ve vládě se získal spojence, patřili mezi ně pozdější ministr války Sü Si, velitel a zástupce velitele císařské gardy Ma Šun a jeho synovec Wang Šan, zástupce ministra veřejných prací Wang Jou, později i ministr války Wang Ťi (který před lety, roku 1433, ve funkci zástupce ministra vojenství organizoval „dětskou armádu“ mladého císaře).
Začátkem 40. let se začal měnit poměr sil u dvora a ve vládě. Roku 1440 zemřel Jang Žung. Císař se oženil a od 16. listopadu 1442 začal přebírat vládu do svých rukou. O dva dny později zemřela císařovna vdova Čang. Zatímco za jejího života se Wang Čen držel zpátky, po její smrti začal vytlačovat zbylé staré velké sekretáře, nyní sedmdesátníky, z aktivní politiky. Během několika let Jang Š’-čchi i Jang Pchu zemřeli. Z nově jmenovaných velkých sekretářů byl silným mužem pouze Cchao Naj. Jeho kolega Ma Jü zůstal jen u rutinní práce a noví sekretáři jmenovaní koncem 40. let (Kao Ku, Čchen Sün a Miao Čung) byli jen průměrní a větší politický vliv neměli. S kontrolou nad císařskou gardou, což zahrnovalo i zpravodajskou službu, a vlivem mezi ministry Wang snadno získal převahu u dvora a ve vládě.
Období Wang Čenova vlivu bylo dobou, kdy se v úředních funkcích více prosazovali kandidáti ze severu. Vliv Wang Čena byl například považován za důvod, proč roku 1448 nebyl do akademie Chan-lin vybrán žádný jižan.
Od roku 1436 probíhaly srážky se šanským státem Mong Mao na jihozápadní hranici v Jün-nanu (Číňany nazvané Lučchuan-pchingmienské války podle čínského názvu Mong Maa). Po neúspěšném tažení roku 1440 Wang Čen prosadil vyslání početné armády pod velením svého spojence Wang Ťiho. Považoval totiž daňovou politiku císařovny vdovy Čang za příliš shovívavou a ve válkách viděl vhodný důvod ke zvýšení daní. Boje probíhající do roku 1449 skončily porážkou a rozdělením Mong Maa a upevněním mingské moci na západě Jün-nanu. V Pekingu posílily Wang Čenovu prestiž a reputaci státníka, i když, jak se ukázalo roku 1449, finanční rezervy a zkušení generálové chyběli na severní hranici.
Roku 1449 Mongolové pod vedením Esena-tajši vytáhli proti Číně. Wang Čen navzdory názoru vojenských velitelů přesvědčil císaře, aby se postavil do čela armády a vytáhl proti nim. Narychlo zorganizované tažení bylo špatně připraveno a když armáda dorazila do Ta-tchungu, Jing-cung vydal příkaz k návratu do Pekingu. Vracející se armáda se 1. září setkala s nepřítelem u Tchu-mu, a byla zničena mongolským předvojem o 20 tisících mužích. V bitvě u Tchu-mu se ho tělesná stráž císaře pokusila vyvést z boje, ale nepodařilo se jí to. Ve skrumáži jeden z důstojníků Wang Čena zabil. Císař padl do zajetí.
Krizi vzniklou porážkou v bitvě a zajetím panovníka pekingské úřady překonaly nastolením nového císaře, Jing-cungova bratra Ťing-tchaje a zorganizováním obrany regionu. Mongolové po několika týdnech bez dalších úspěchů odtáhli do vlasti. Jing-cung se vrátil ze zajetí až po roce a dalších sedm let strávil v Zakázaném městě v domácím vězení, než se převratem vrátil na trůn.